# Marcelinho Paulista

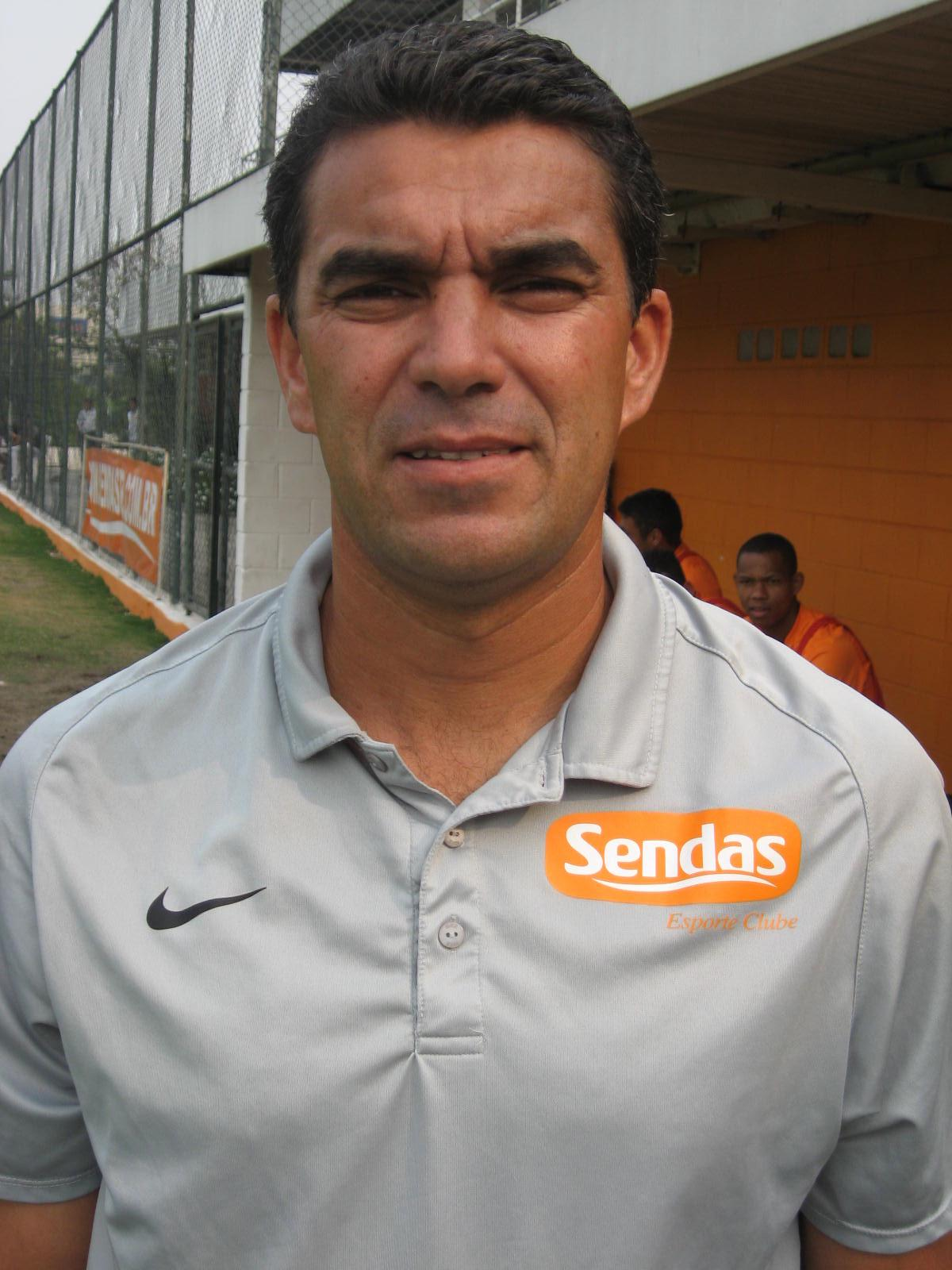
Marcelinho Paulista

Marcelinho Paulista, född den 13 september 1973 i São Paulo, Brasilien, är en brasiliansk fotbollsspelare. Vid fotbollsturneringen under OS 1996 i Atlanta deltog han i det brasilianska lag som tog brons. 

## Klubbar
- 1996 :  Corinthians
- 1997 :  Botafogo
- 1998 :  Corinthians
- 1998 :  Guarani
- 1999 :  Fluminense
- 1999–2000 :  Botafogo
- 2001–2002 :  Panionios FC
- 2003 :  Juventude
- 2003 :  UD Almería
- 2004 :  Cabofriense
- 2005 :  Universidade Estácio de Sá